# انفجار

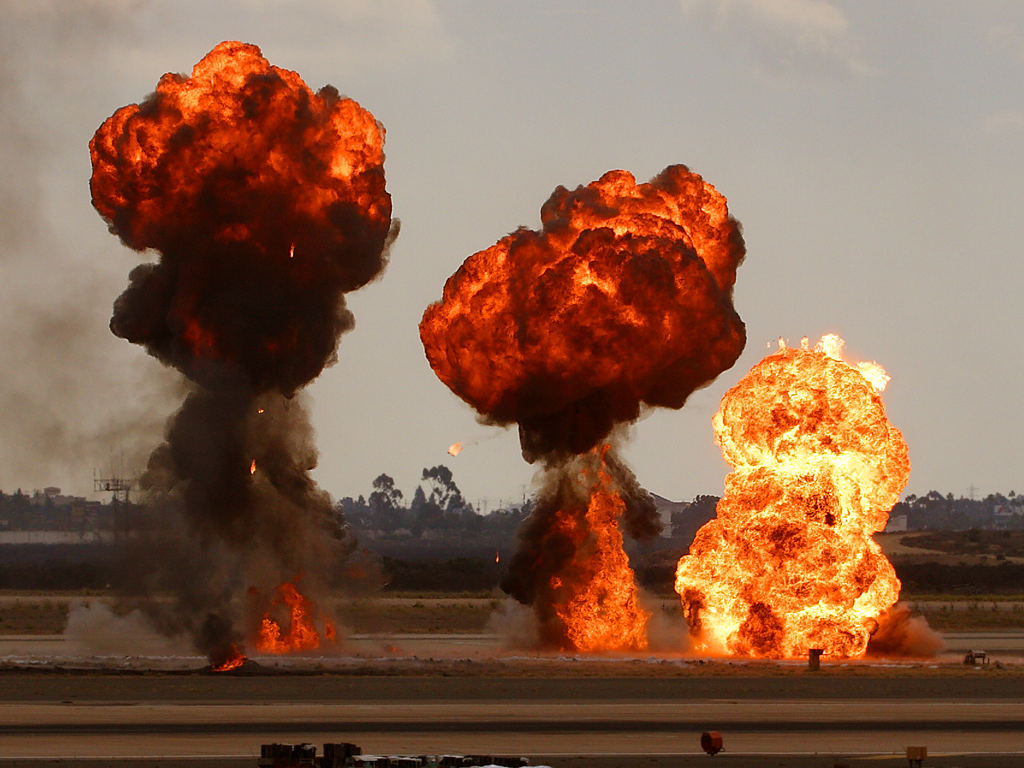
انفجار ناتج عن البنزين

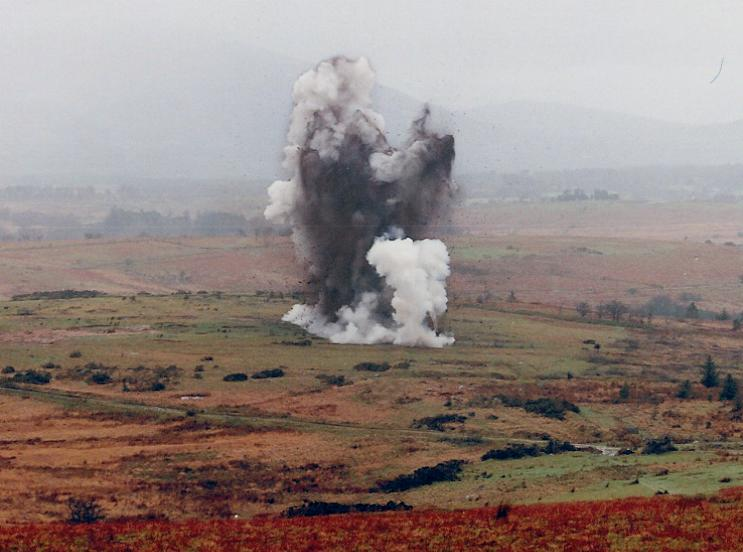
انفجار صاعق ناتج عن متفجرات

الانفجار هو زيادة مفاجئة في الحجم مصحوبة بانطلاق كمية كبيرة من الطاقة حيث يتم ذلك بصورة بالغة الشدة. عادة مع تولد حرارة مرتفعة وانطلاق غازات.
من أبرز الأمثلة على الانفجارات: الانفجارات الكيميائية والنووية والثورات البركانية، مثل انفجار مادة تي إن تي.

## أنواعها
- الانفجار البخاري
- الانفجار الغازي
- الانفجار الصاعق
- الانفجار النووي
- الانفجار البركاني

## تجارب نووية
- ترينيتي: وهي أول تجربة لسلاح نووي، وأجريت في ولاية نيومكسيكو في الولايات المتحدة
- الهجوم النووي على هيروشيما وناجازاكي: في الحرب العالمية الثانية عام 1364 هـ (1945 م)، قامت الولايات المتحدة بإطلاق قنبلة الولد الصغير على هيروشيما يوم الإثنين 27 شعبان 1364 هـ (6 أغسطس 1945)، ثم قنبلة الرجل البدين على ناجازاكي بعدها بثلاثة أيام. قتلت هاتين القنبلتين ما يصل إلى 140،000 شخص في هيروشيما، و80،000 في ناجازاكي بنهاية عام 1945.

## براكين متفجرة
- ثيرا
- كراكاتوا
- بركان سان هيلين
- جبل تامبورا

## وصلات خارجية
- انفجار صاروخ فضاء على يوتيوب
- انفجار صاروخ نووي على يوتيوب